# Download (Band)
Download ist eine kanadische Musikgruppe, die als Seitenprojekt von Skinny Puppy startete, aber heute eine eigenständige Band ist. Die Gruppe macht überwiegend instrumentale elektronische Musik, die dem Post-Industrial, Ambient und der Intelligent Dance Music zuzuordnen ist.

## Bandgeschichte
Während cEvin Key und Ohil Western zusammen mit Dwayne Goettel am nächsten, wie sich später herausstellen sollte auch für lange Zeit finalen Skinny-Puppy-Album The Process arbeiteten, gerieten sie in Stress. Um sich zu erleichtern jammten sie zusammen und holten auch befreundete Musiker wie Anthony Valcic, Ken Marshall sowie Philth und Mark Spybey von Dead Voices on Air dazu. Kurze Zeit später starb Goettel an einer Heroin-Überdosis. Die beiden verbliebenen Skinny-Puppy-Mitglieder stellten The Process noch fertig und lösten die Band anschließend auf. Das Seitenprojekt nahm dagegen immer größere Formen an und produzierte das erste Album Furnace, das über das bandeigene Label SubConscious Records (im Vertrieb von Cleopatra Records) veröffentlicht wurde.
1996 folgten zunächst zwei EPs, eines mit Remixen vom Debütalbum und eines als erste Veröffentlichung über Nettwerk Records. 1996 erschien das zweite Album The Eyes of Stanley Pain. Anschließend veröffentlichte die Band den Soundtrack zum Charles-Manson-Film The Manson Family (Arbeitstitel und Titel des Soundtracks: Charlie’s Family) von Jim Van Bebber. Im Oktober 1997 folgte III und 2000 Effector.
Auch nach der Reunion von Skinny Puppy 2002 existierte Download weiter. 2007 erschien das Album Fixer über Subconscious Communications und 2011 Helicopter/Wookiewall. 2013 erschien ihr letztes Werk LingAM.

## Stil
Furnace, das erste Album, das nach dem Zusammenbruch von Skinny Puppy erschien, war wesentlich elektronischer als das damalige Hauptwerk der beiden verbliebenen Mitglieder. Der harte Industrial-Sound erinnerte an eine Mischung aus Skinny Puppy, Aphex Twin und der italienischen Band Goblin sowie My Bloody Valentine. Auf dem Album wirkte außerdem Genesis P-Orridge als Sänger mit. Auch auf dem zweiten Album wirkte P-Orridge als Gastsänger mit. Das Album enthält einige tanzbare Lieder und erinnert an frühe Industrial-Bands wie Throbbing Gristle und Psychic TV. Es ist auch das mit Abstand zugänglichste Album im Backkatalog der Band. Es sollte auch das letzte Album mit Gesang sein, ab der Veröffentlichung des Soundtracks zu The Manson Family wurde Download zu einer Instrumentalband, die vor allem im Ambient und der Experimental Dance Music aktiv ist.

## Diskografie

### Alben
- 1995: Furnace (Cleopatra Records / Subconscious Communications)
- 1996: The Eyes of Stanley Pain (Nettwerk / Subconscious Communications)
- 1997: III (Nettwerk / Subconscious Communications)
- 2000: Effector (Nettwerk / Subconscious Communications)
- 2007: Fixer (Subconscious Communications)
- 2009: HElicopTEr (Subconscious Communications)
- 2013: LingAM (Subconscious Communications)
- 2019: Unknown Room (Subconscious Communications)

### EPs
- 1996: Microscopic (Cleopatra / Subconscious Communications)
- 1996: Sidewinder (Nettwerk / Subconscious Communications)

### Sonstige Veröffentlichungen
- 1996: Charlie’s Family (Soundtrack, Metropolis Records / Subconscious Communications)
- 2002: Inception: The Subconscious Jams 1994–1995 (Kompilation, Subconscious Communications)
- 2002: III Steps Forward (Kompilation, Subconscious Communications)